# Łętowo (województwo zachodniopomorskie)
Łętowo (kaszb. Łentowò, niem.: Lantow) – wieś w Polsce położona w województwie zachodniopomorskim, w powiecie sławieńskim, w gminie Sławno nad jeziorem Łętowskim.

## Historia
Najstarszymi właścicielami Łętowa byli joannici. W 1321 r. na podstawie zarządzenia wicemistrza Gerharda von Botfelda, wieś została sprzedana rodzinie Massow. Około 1410 r. Henning III von Massow został wymieniony jako pan Łętowa i Żukowa. W II poł. XVII w. Massowowie byli zmuszeni pozbyć się wsi, która przeszła na własność rodziny von Zitzewitz. Przed 1690 r. przejął ją wraz z Janiewicami Adam von Podewils z Krągu. W 1719 r. Podewilsowie podzielili swoje włości na Ziemi Sławieńskiej między członków familii.
W 1784 r. w Łętowie był 1 folwark, 6 chłopów, 3 chałupników, 1 nauczyciel i 1 strażnik leśny przy 23 gospodarstwach domowych.
W 1844 r. Łętowo wraz z sąsiednimi dobrami zostało odziedziczone przez późniejszego grafa Wernera Georga von Blumenthala, dzięki jego żonie z domu Podewils. W 1874 r. ich syn Werner Graf von Blumenthal sprzedał majątek książętom Hohezollern-Sigmaringen.
W 1931 r. Książęca Administracja Hohezollernów przekazała grunty rolnicze pod osadnictwo na rzecz Pomorskiego Towarzystwa Ziemskiego (Pommersche Landgesellschaft), a w tym Łętowo wraz z 250 ha. Powstało tu 6 nowych gospodarstw osadniczych, a dzięki przebudowie budynków dworskich jeszcze 12.
Do 1945 r. Łętowo wraz Janiewicami, Gwiazdowem i Żukowem podlegało pod Urząd Administracyjny i Urząd Stanu Cywilnego w Żukowie, w powiecie Schlawe i. Pom., rejencji koszalińskiej, prowincji Pomorze.
7 marca 1945 r. oddziały radzieckie wdarły się do Łętowa. Wielu mieszkańców zostało deportowanych. W 1946 r. gospodarstwa zostały przejęte przez ludność polską, a pozostali Niemcy zostali wysiedleni.

## Szkoła
Budynek szkoły w Łętowie znajduje się w centrum wsi. Liczba uczęszczających do niej dzieci dochodziła do ponad 60. Wszystkie dzieci były ulokowane w jednym pomieszczeniu klasowym. Ostatnim niemieckim nauczycielem przed 1945 r. był Ewald Winter.
W latach 1975–1998 miejscowość administracyjnie należała do województwa słupskiego.
Inne miejscowości o nazwie Łętowo: Łętowo, Łętowo-Dąb

## Literatura
- Der Kreis Schlawe. Ein pommersches Heimatbuch, hrsg. von Manfred Vollack, 2 Bände, Husum, 1988/1989